# Aston Cantlow
Pour les articles homonymes, voir Aston.
Aston Cantlow est un village et une paroisse civile du Warwickshire, en Angleterre. Il est situé dans l'ouest du comté, à 8 km au nord-ouest de la ville de Stratford-upon-Avon. Administrativement, il relève du district de Stratford-on-Avon.

## Toponymie
Aston est un toponyme d'origine vieil-anglaise très courant en Angleterre. Il désigne une ferme (tūn) située à l'Est (ēast). Dans le Domesday Book, compilé en 1086, le village apparaît sous le nom Estone. L'élément Cantlow provient de la famille de Cantilupe : il est ajouté après que le roi Jean sans Terre fait don du manoir d'Aston au baron William de Cantilupe au début du XIIIe siècle. Le nom Aston Cantelou est attesté en 1273.

## Démographie
Au recensement de 2011, la paroisse civile d'Aston Cantlow comptait 437 habitants.